# Pamětní kámen v Padochově
Pamětní kámen na okraji vsi Padochov v okrese Brno-venkov je chráněn jako kulturní památka ČR.

## Popis
Na okraji lesa za Padochovem, v severní části zástavby ve směru k Václavce, je pamětní kámen, který připomíná tragickou událost loupežné vraždy paní Šuré v roce 1919. Na tomto místě zabil syn svou matku-vdovu, která byla na cestě do Ivančic nakoupit zboží pro svou trafiku. Kámen je také nazýván Šurynka.
Kamenná hranolová stéla o rozměrech asi 100 × 40 × 18 cm má horní část ve tvaru zvlněného štítu. V horní části desky je rytý jednoramenný kříž a pod ním je rytý nápis:
| „ | Zastav kroky svoje poutníče / a uvažuj / Pečlivou matku ve hrob / sklátila zde / vražedná ruka synova / 24. března 1919 / synu proč jsi to učinil / mě života zbavil? / Pečlivou jsem matkou byla / v lásce tebe vychovala | “ |

Pamětní kámen zhotovil Hynek Brázda. V zápisu v matriční knize úmrtí je jako datum úmrtí Marie Šuré uveden 31. březen 1919, což potvrzuje i zpráva z Lidových novin ze dne 1. dubna 1919. Vrah (syn Jan) byl hned po činu zadržen a později odsouzen.